# الثقافة البيليزية

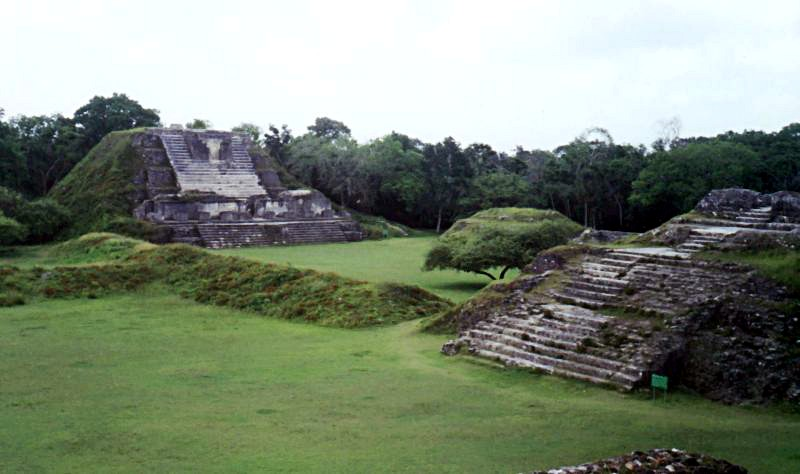

تُعتبر الثقافة البيليزية بمثابة مزيج من التأثيرات والشعوب التي تعود جذورها إلى كريول والمايا وشرق الهند وغاريناغو (تُعرف أيضًا باسم غاريفونا) والميستثو (مزيج من الإسبان والهنود الحمر) والمينوناتيين (ذوي الأصول الألمانية) وغيرهم من الثقافات الأخرى من الصين إلى لبنان. انبثق هذا المزيج الفريد من البلاد، إذ ينطوي الفلكلور البيليزي على لا يورونا وكاديجو وتاتا دويندي وستاباي. 
يُعتبر مفهوم الشفاء الباطني ومفهوم أوبياه من الأفكار البارزة في الأسطورة البيليزية، ومايزال الحديث عن الممارسات الشامانية الشرية -كإلقاء الأوبياه على منازل معينة مثلًا- أمرًا شائعًا. يجري هذا الأمر من خلال دفن زجاجة تحتوي على «الشر» تحت شجرة قريبة من المنزل.

## الزواج والعائلة
تنطوي احتفالات الزواج البيليزية على حفلات زفاف كنسية وحفلات استقبال مبهجة يتخللها طعام وشراب ورقص. بدأت العديد من العائلات البيليزية بالاعتماد على عائل واحد وحسب، وغالبًا ما يكون أم عزباء. يرفض العديد من الشباب الحاليين الزواج أو الانخراط في علاقات عرفية مع شركائهم بسبب هذه النزعة الجديدة. تُعتبر مسألة عيش الشباب بعد سن العشرين مع والديهم أمرًا غير مألوفًا في بيليز.
ساهمت هذه النزعات الجديدة في تغيير هيكل الأسرة السائد في بيليز ليصبح هيكل أسري بعائل واحد. علاوةً على ذلك، يشارك الأجداد في تربية الأطفال إلى حد كبير، سواء بمساعدة من أحد الوالدين أو بدونها. تمتلك معظم العائلات البيليزية منزلها الخاص أو تستأجره، وعادةً ما تتسم هذه المنازل بكونها خشبيةً أو خرسانيةً لتقاوم الحرائق والفيضانات الطفيفة. وفي المقابل، يخلي معظم الناس بيوتهم في مواسم الأعاصير.

## الطعام والأكل
يأكل المواطنون البيليزيون من جميع الفئات الإثنية مجموعةً متنوعةً من الأطعمة. تتكون وجبة الإفطار من الخبز -أو خبز التُّرتية- أو كعك الرحالة (يُسمى جوني بلغة الكريول) أو الفراي جاكس منزلية الصنع، بالإضافة إلى أنواع مختلفة من الجبن (الجبن الهولندي، أو جبن باند باك، أو جبن كرافت مثلًا) والفاصوليا المقلية وأشكال متنوعة من البيض أو الحبوب (رقائق الذرة أو دقيق الشوفان) المحلاة بالحليب المكثف. تشتمل قائمة مشروبات الصباح على الحليب والقهوة والشاي والميلو والأوفالتين والكاكاو وعصير البرتقال (الطازج أو المركز). تُسمى وجبة الإفطار في بيليز بـ «فترة شرب الشاي».
تنطوي وجبات منتصف اليوم على بعض الأطباق الخفيفة مثل الفاصوليا والأرز مع حليب جوز الهند أو بدونه، أو التامال، أو الإمبانادا، (قشور الذرة المقلية مع الفاصوليا أو السمك) وفطائر اللحم، أو الإسكابيتشي (حساء البصل)، أو الشملولي (حساء أسود اللون مصنوع من الريكادو الأسود)، أو يخنة الدجاج والغرناش (خبز التُّرتية المقلي مع الفاصوليا والجبن وصلصة الملفوف). وقد تنطوي وجبات الغداء أيضًا على أنواع مختلفة من الأرز والفاصوليا واللحوم والسلطات أو الكولسلو.
تتسم الوجبات الريفية بكونها أبسط من الوجبات المُعدة في المدن. يستخدم شعب المايا الريكادو أو الذرة أو الحبوب في معظم وجباتهم، بينما يفضل شعب الغاريفونا الأسماك والمأكولات البحرية الأخرى والبفرة (ولا سيما في طبق الهودوت) والخضراوات. يتناول الشعب البيليزي الفواكه وبعض الخضروات المحلية إلى حد كبير. يُعتبر وقت تناول الطعام بمثابة اجتماع للعائلة، إذ تغلق المدارس وبعض الشركات أبوابها عند منتصف النهار لتناول طعام الغذاءـ ثم تفتح أبوابها مجددًا بعد الظهر.